# Gadbjerg Sogn
Gadbjerg Sogn ist eine Kirchspielsgemeinde (dän.: Sogn) im südlichen Dänemark. Bis 1970 gehörte sie zur Harde Nørvang Herred im damaligen Vejle Amt, danach zur Give Kommune im erweiterten Vejle Amt, die im Zuge der  Kommunalreform zum 1. Januar 2007 in der „neuen“  Vejle Kommune in der Region Syddanmark aufgegangen ist.
Im Kirchspiel leben 1373 Einwohner, davon 825 im Kirchdorf (Stand:1. Januar 2023). Im Kirchspiel liegt die Kirche „Gadbjerg Kirke“.
Nachbargemeinden sind im Norden Give Sogn und Givskud Sogn, im Osten Jelling Sogn, im Süden Nørup Sogn und im Westen Lindeballe Sogn.